# Бург-Оркестр
«Бург-Оркестр» — советская рок-группа, существовавшая в первой половине 1980-х годов в Ленинграде.

## История
Группа была основана 1 января 1980 года студентами Геологического факультета Ленинградского Университета Андреем Матвеевым (клавишные и духовые) и Павлом Литвиновым (ударные и перкуссия) во время совместной импровизации на новогодней вечеринке. Названа в честь Андрея Матвеева, имевшего среди друзей прозвище «Бург». Впоследствии к ним присоединился Валерий Суханов (гитара, бас и другие струнные).
Исполняли прогрессивный рок и джаз под влиянием движения Rock in Opposition и трио Ганелина. Публичные выступления «Бург-Оркестра» начались в 1984 году при поддержке Сергея Курёхина и Александра Кана. Группа выступала в Ленинграде в джаз-клубе «Квадрат» и других местах, а также совершила гастроли в Ригу весной 1984 года, где выступала вместе с Александром Аксёновым и «Атональным Синдромом».
Группа прекратила своё существование в 1985 году, когда Андрей Матвеев начал изучать тибетский язык и буддизм, для чего уехал в Бурятию. После распада "Бург-Оркестра" Павел Литвинов выступал в составе группы «Джунгли», а летом 1985 года перешёл в «АукцЫон», в котором и играл до конца жизни. Валерий Суханов впоследствии эмигрировал в США, где продолжил занятия музыкой.

## Состав
Андрей «Бург» Матвеев — фортепиано и другие клавишные, флейта и другие духовые;
Павел Литвинов — ударные и перкуссии;
Валерий Суханов — гитара, бас и другие струнные.